# Džore Palmotić
Džore Palmotić (Dubrovnik, 1606. – Dubrovnik, 1675.), hrvatski barokni pjesnik i dramatičar.
Potječe iz stare dubrovačke plemićke obitelji Palmotića. Roditelji su mu bili Džore Palmotić i Ora Gradić. Ore i Džive, majka Ivana Gundulića, kćeri su braće Pava i Miha Gradića. Imao je dvojicu braće Junija Džona i Ivana, koji je umro u djetinjstvu.
Slavni ep Christias talijanskog pisca Girolama Vide koji je njegov brat Junije Džono preveo na hrvatski i nazvao Kristijada, Džore je popratio pjesmom. U pjesmi veliča brata. Posvetio ju je kardinalu Francescu Barberiniju koji je bio dekan rimskoga kolegija i 
posebni zaštitnik Dubrovačke Republike.
Autor je poeme Ero vila plačući nad Leandrom mrtvijem i drame mitske provenijencije Ači i Galatea.